# بشير رفعت
بشير رفعت سعيد هو شاعر مصري من شعراء قصيدة النثر، ولد عام 1972 بمحافظة كفر الشيخ، وتخرج من قسم اللغة الإنجليزية في كلية الآداب بجامعة طنطا عام 1993، وعمل معلمًا لمادة اللغة الإنجليزية بإدارة كفر الشيخ التعليمية، ثم حصل على ليسانس آداب اللغة العربية عام 1998، وحصل على درجة الماجستير في الأدب العربي من جامعة طنطا عام 2007 عن اطروحة قدمها بعنوان «شعرية المفارقة في قصيدة مريد البرغوثي»، ثم حصل على درجة الدكتوراه في الأدب العربى الحديث عام 2013 عن أطروحة بعنوان «من الكتـابية إلى الشفاهية الموثقة». كانت بدايات تجاربه الشعرية في سن مبكرة جدا أثناء دراسته في المرحلة الابتدائية ولم يكن عمره حينئذٍ قد تجاوز التسع سنوات، وانقطع بعدها عن كتابة الشعر لبعض الوقت حتى وصل إلى المرحلة الثانوية، وبدأ تعمق في قراءة الشعر، وبدأت موهبته تبرز بشكلٍ أكبر.
أنتج بشير رفعت العديد من الدواوين الشعرية، وتُرجمت مختارات من قصائده إلى اللغة الفرنسية، بالإضافة إلى ترجمته لمختارات من الشعر المكتوب باللغة الإنجليزية، وحصل على منحة تفرغ من وزارة الثقافة المصرية في مجال الأدب في الفترة من أكتوبر 2005، وحتّى يونيو 2008، وهوعضو باتحاد كُتّاب مصر.

## أعماله ومؤلفاته
ألف بشير رفعت وترجم العديد من الكتب التي تنوعت ما بين الدواوين الشعرية، والمجموعات القصصية، ومنها:
- الغزلان اصطلحت واختصم الصيادون (شعر): صدر عام 2000.
- السماء تخبئ  أجراسها (شعر): صدر عام 2004 وفاز بجائزة دبي الثقافية.
- بستان الحكايات (قصص مترجمة للاطفال): .
- أقشر الموسيقا (شعر): صدر عام 2011 عن الهيئة العامة لقصور الثقافة.[5]
- عرسٌ مراكشيٌّ (شعر): صدر عام 2003 في القاهرة.
- همس الماس: وحوى الكتاب مجموعة قصائد مترجمة مختارة مَن شعر مارك ستراند الشاعر الملقب بأمير شعراء أمريكا.
- يؤدى خياناته بأمانة (شعر): صدر عام 2020 عن عن الهيئة المصرية العامة للكتاب، وتضمّن نحو 40 قصيدة، ومن بينها: ضد الملاك - فن الصدق – تفسير الحرير – مرافعة الشجرة - تعاسة الخطاط - الخلايا النائمة – حديث العرفة – محنة هيمنجواي - شروع في صداقة - زيارة السيد ثعبان هرم خوفو.[6]

### أشهر قصائده
- هبوط الإنسان علي القمر
- تعاسة الخطاط
- فن الصدق
- علم اللغة
- قلبان وسهمان
- الخلايا النائمة

## الجوائز
حظي الشاعر بشير رفعت بتكريم العديد من الجهات في مصر والعالم العربي، كما حصل على العديد من الجوائز في مجال الشعر، ومن أهمها:
- جائزة المبدعون الثقافية في دبي بالإمارات العربية المتحدة عام 2003/2004.
- الجائزة الأولى في القصيدة الفصحى في مصر عام 2000/2001.
- الجائزة الأولى للشعر الفصيح عام 2001.
- الجائزة الأولى للشعر في الإمارات.
- جائزة الدورة الأولى لمسابقة دار التحرير للطبع والنشر بالاشتراك مع وزارة الثقافة عن أفضل ديوان شعر منشور في آخر خمس سنوات عن ديوانه «أقـشّر المـوسيقـا» عام 2012.
- جائزة اتحاد كُتاب مصر في الترجمة في دورته لعام 2007/2006 عن كتابه «همس الماس».
- تكريم مهرجان الشعراء العرب الذي أقيم بقصر ثقتفة كفر الشيخ عام 2017 ونظمه نادي أدب كفر الشيخ.[7]
- جائزة اتحاد كُتاب مصر في شعر الفصحى في دورته لعام 2019/2018 عن ديوانه «عرسٌ مراكشيٌّ».[8]